# Emilia Plugaru
 (octobre 2021).
La mise en forme du texte ne suit pas les recommandations de Wikipédia : il faut le « wikifier ».
Les points d'amélioration suivants sont les cas les plus fréquents. Le détail des points à revoir est peut-être précisé sur la page de discussion.
- Les titres sont pré-formatés par le logiciel. Ils ne sont ni en capitales, ni en gras.
- Le texte ne doit pas être écrit en capitales (les noms de famille non plus), ni en gras, ni en italique, ni en « petit »…
- Le gras n'est utilisé que pour surligner le titre de l'article dans l'introduction, une seule fois.
- L'italique est rarement utilisé : mots en langue étrangère, titres d'œuvres, noms de bateaux, etc.
- Les citations ne sont pas en italique mais en corps de texte normal. Elles sont entourées par des guillemets français : « et ».
- Les listes à puces sont à éviter, des paragraphes rédigés étant largement préférés. Les tableaux sont à réserver à la présentation de données structurées (résultats, etc.).
- Les appels de note de bas de page (petits chiffres en exposant, introduits par l'outil «  Source ») sont à placer entre la fin de phrase et le point final[comme ça].
- Les liens internes (vers d'autres articles de Wikipédia) sont à choisir avec parcimonie. Créez des liens vers des articles approfondissant le sujet. Les termes génériques sans rapport avec le sujet sont à éviter, ainsi que les répétitions de liens vers un même terme.
- Les liens externes sont à placer uniquement dans une section « Liens externes », à la fin de l'article. Ces liens sont à choisir avec parcimonie suivant les règles définies. Si un lien sert de source à l'article, son insertion dans le texte est à faire par les notes de bas de page.
- La présentation des références doit suivre les conventions bibliographiques. Il est recommandé d'utiliser les modèles {{Ouvrage}}, {{Chapitre}}, {{Article}}, {{Lien web}} et/ou {{Bibliographie}}. Le mode d'édition visuel peut mettre en forme automatiquement les références.
- Insérer une infobox (cadre d'informations à droite) n'est pas obligatoire pour parachever la mise en page.

Pour une aide détaillée, merci de consulter Aide:Wikification.
Si vous pensez que ces points ont été résolus, vous pouvez retirer ce bandeau et améliorer la mise en forme d'un autre article.
Œuvres principales
Aglaia de la Veuve ; Les Aventures de Tsepouche ; Je suis entrée en école primaire ; Poèmes - Maman a appelé hier soir ; Poèmes - Un automne comme une chanson ; Poèmes d'amour - Ciel d'encre
Emilia Plugaru, (née le 17 juin 1951 à Cetireni, Ungheni, République de Moldavie ) est une écrivaine roumaine qui s'est manifestée principalement à travers la littérature pour enfants (poésies, contes, devinettes, pièces de théâtre).

## Biographie
Emilia Plugaru est née le 17 juin 1951 dans le village de Cetireni, près de la ville frontière avec la Roumanie - Ungheni, en République Socialiste Soviétique Moldave, dans la famille de Ion et Mărioara Ciobanu, dont elle est la sixième des neuf enfants. 
Dès son plus jeune âge, elle commence à peindre et à écrire, se manifestant notamment à l'école du village de Cetireni, dont elle obtient le diplôme en 1968. Face au dilemme d'écrire ou de peindre, deux passions qui l'attirent, elle choisit finalement de poursuivre ses études à la Faculté d'Architecture et d'Urbanisme de l'Institut Polytechnique de Chișinău, travaillant plus tard comme architecte paysagiste. Elle se marie et élève quatre enfants, mais arrête sa carrière d'architecte dans le contexte des difficultés économiques liées à la chute de l'URSS en 1990.
Cependant, elle consacre une grande partie de son temps à écrire, si bien qu'en 1996 paraît son premier volume de poésies et de coloriages pour enfants Sunt elevă-n clasa-ntâi (Je suis entrée à l'école primaire). Depuis lors, elle écrit de nombreuses œuvres littéraires pour enfants appréciées et récompensées lors de divers concours. 
L'auteure publie également un recueil de poèmes pour adultes en trois volumes (A sunat aseară mama, 2019, O toamnă ca un cântec, 2020, Cer de sineală, 2021) et en 2022 paraît son premier roman (Aglaia a Vădănii).
Par ailleurs, l'écrivaine aime aussi l'art de la poterie, se manifestant comme potière et réalisant divers objets d'art.
Emilia Plugaru est membre de l'Union des écrivains de la République de Moldavie.

## Œuvres
1996 Sunt elevă-n clasa-ntâi (Je suis entrée à l'école primaire) (Maison d'édition Albinuța, Chisinau). 
Pièces de théâtre pour enfants:
1999: Puiul de elefant a urcat pe curcubeu (L'éléphanteau a grimpé sur l'arc-en-ciel), mention au Concours National de Dramaturgie en République de Moldavie; 
2001: Vârcolacii au furat luna (Les loups-garous ont volé la lune), troisième place au Concours National de Dramaturgie en République de Moldavie, la pièce est jouée pendant plus de vint ans sur la scène du Théâtre républicain de marionnettes Licurici de Chisinau.
2002: Școala din pădure (L'école forestière), troisième place au Concours National de Dramaturgie en République de Moldavie.
2018: Anotimpuri colorate (Les Saisons colorées), son deuxième livre de poésie pour enfants, il remporte en 2019 le prix BNC Ion Creangă au Salon international du livre jeunesse en République de Moldavie.
2019: A sunat aseară mama, le premier volume de poésies pour adultes (Maman a appelé hier soir), paru aux éditions RP Editor, Chisinau, d'après le poème du même nom devenu viral sur les réseaux sociaux (des millions de vues).
2020: O toamnă ca un cântec, deuxième volume de poèmes dédiés à la nature (Un automne comme une chanson), RP Editor, Chisinau.
2021: Cer de sineală, volume de poèmes d'amour (Ciel d'encre), RP Editor, Chisinau.
2022: Cine e Tepuș, livre pour enfants (Qui est Tsépouche), le premier de la série Aventurile lui Țepuș (Les aventures de Tsépouche), un petit hérisson curieux de découvrir le monde (un personnage imaginé et crée par l'auteure). La même année paraît Tepuș e frumos, (Tsépouche est beau) deuxième livre de la série.  
Juin 2022: L'auteure publie également son premier roman: Aglaia, l'histoire d'une paysanne moldave qui affronte les difficultés de la vie pendant la période soviétique et les années de transition en Moldavie.  

## Accueil de ses œuvres
Le premier livre Sunt elevă-n clasa-ntâi a été apprécié par le critique littéraire Mihai Cimpoi comme suit : « Les poèmes inspirés de Madame Emilia Plugaru s'adressent aux enfants, qu'elle invite à regarder à travers les images, les sons, les couleurs pour voir ce qui est beau et bon dans le monde qui les entoure. Ajoutez une couleur ou deux à ce qu'elle vous propose et vous verrez que ce monde est beau, bon, mais il doit être encore plus beau, encore meilleur ».
La poète Claudia Partole a mentionné que : « Dans le monde d'Emilia Plugaru, toutes les créatures de la nature ont une âme, elles ont toutes des mots, elles ressentent toutes ce que nous ressentons ». A la question de Claudia Partole « Que veux-tu dire au monde à travers ta création ? , Emilia Plugaru a répondu : « Autour de nous, en plus du bien et de la beauté, il y a tellement de laideur et de mal. Quand j'écris, j'écris pour que le monde soit meilleur. Dans les plus petites choses, nous devons voir la beauté », a ajouté l'autrice.
En mentionnant le livre pour enfants Saisons colorées, Eugenia Bejan, directrice générale de la Bibliothèque nationale pour enfants Ion Creanga en Moldavie a mentionné que : « La poésie d'Emilia Plugaru est une poésie d'image. C'est une poésie qui nous raconte une histoire, qui parvient à nous surprendre (...). On la lit avec grand plaisir et pas seulement quand on est un enfant, mais aussi quand on est adulte. La vraie poésie est pour tous les âges ».
En rapport avec le volume Ciel d'encre poèmes d'amour, la poète Radmila Popovici dit avoir été émerveillée par la pureté de la poésie d'Emilia Plugaru: « Celle-ci garde l'innocence d'une petite fille et la sagesse d'une femme ayant vécu. J'ai été bouleversée par la pureté et la sincérité des confessions d'Emilia Plugaru. Ses poèmes d'amour à la fois mûrs et innocents sont un très bel amalgame ». Lors du lancement du livre, l'écrivaine Claudia Partole a déclaré : « Je tiens à souligner que nous assistons à un évènement culturel mais également à un événement pour notre littérature. Nous accueillons dans notre grande bibliothèque nationale le nouveau livre d'un poète avec un sens exceptionnel et une sensibilité rare ».
Citant un extrait du livre, le critique littéraire Vitalie Raileanu a affirmé : « Dans les sillons des paumes de tes mains ont poussé des fleurs, je ne sais pas qui te les a semées, peut-être moi, peut-être Dieu (..) L'autrice surprend avec sincérité, écrivant une poésie lumineuse, ludique. Elle reste fidèle aux sentiments d'amour, envers la mère, les enfants, en passant ses paroles par le cœur »,.

## Distinctions littéraires
- Concours National de Dramaturgie (1999) - Mention pour la pièce L'éléphanteau a grimpé sur l'arc-en-ciel ;
- Concours national de dramaturgie (2001) - Troisième prix pour la pièce Les loups-garous ont volé la lune ;
- Concours National de Dramaturgie (2002) - Troisième Prix pour la pièce L'École dans la Forêt ;
- Salon international du livre pour enfants et jeunes de la République de Moldavie ( 2019 ) - Prix spécial de la Bibliothèque nationale pour enfants "Ion Creanga" pour le livre Saisons colorées.